# Nuno Roque
Nuno Roque, (nascido em 1986) é um jogador de andebol português e que actualmente joga no F.C. do Porto.